# Ophrynia
Ophrynia is een geslacht van spinnen uit de familie hangmatspinnen (Linyphiidae).

## Soorten
De volgende soorten zijn bij het geslacht ingedeeld:
- Ophrynia galeata Jocqué & Scharff, 1986
  - Ophrynia galeata lukwangulensis Jocqué & Scharff, 1986
- Ophrynia infecta Jocqué & Scharff, 1986
- Ophrynia insulana Scharff, 1990
- Ophrynia juguma Scharff, 1990
- Ophrynia perspicua Scharff, 1990
- Ophrynia revelatrix Jocqué & Scharff, 1986
- Ophrynia rostrata Jocqué & Scharff, 1986
- Ophrynia summicola Jocqué & Scharff, 1986
- Ophrynia superciliosa Jocqué, 1981
- Ophrynia trituberculata Bosmans, 1988
- Ophrynia truncatula Scharff, 1990
- Ophrynia uncata Jocqué & Scharff, 1986